# Morlaàs

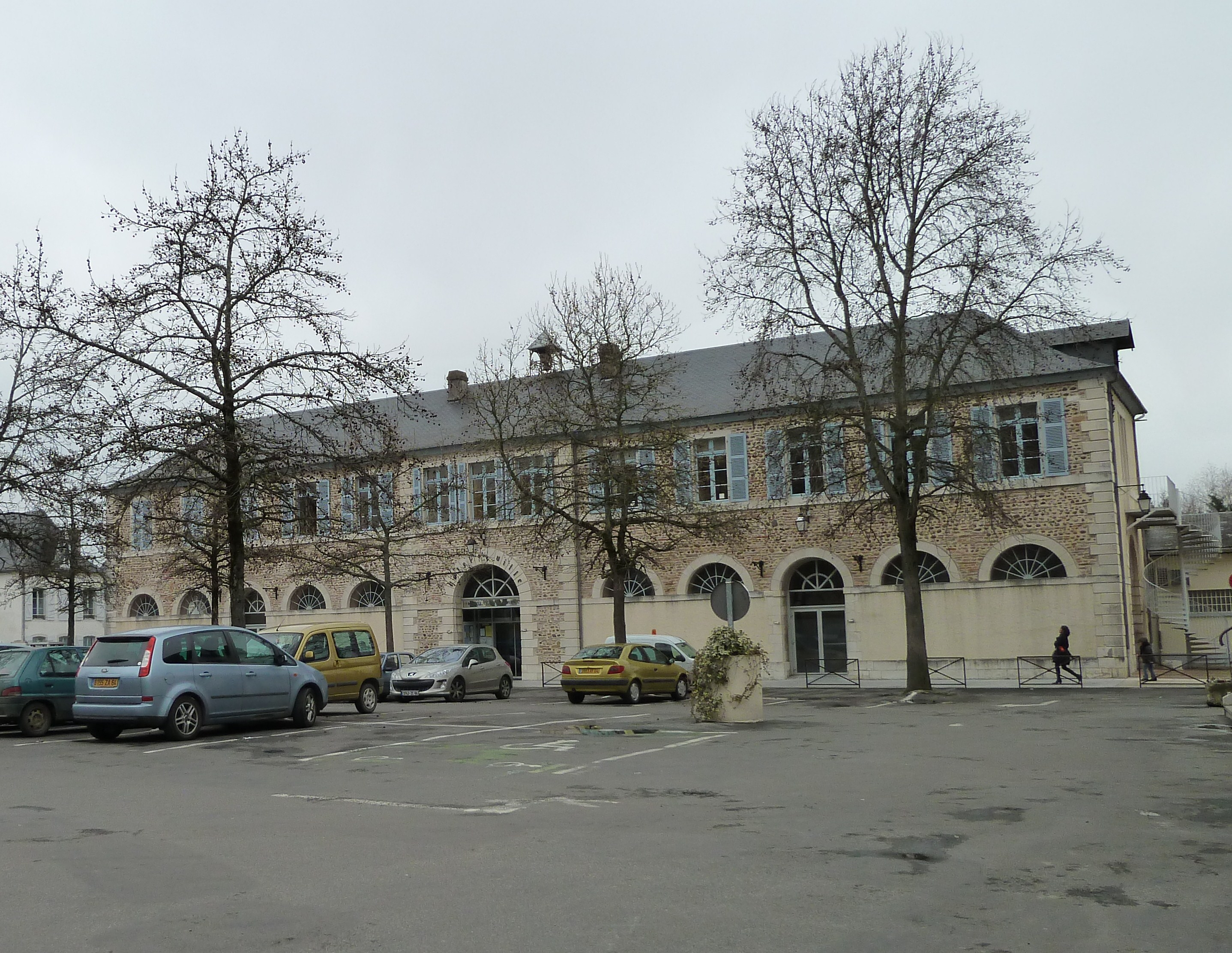
Morlaàs city hall

Main Street Morlaàs.

Morlaàs là một xã trong tỉnh Pyrénées-Atlantiques, thuộc vùng Nouvelle-Aquitaine của nước Pháp, có dân số là 3658 người (thời điểm 1999). Các thành phố gần đó là Pau, Mont-de-Marsan, Toulouse và Biarritz.

## Các thành phố kết nghĩa
- Tostedt, Đức